# Leucodonta galactina
Leucodonta galactina är en fjärilsart som beskrevs av Franz Dannehl 1932. Leucodonta galactina ingår i släktet Leucodonta och familjen tandspinnare. Inga underarter finns listade i Catalogue of Life.